# Muzeum Ziemi Czyżewskiej w Czyżewie
Muzeum Ziemi Czyżewskiej w Czyżewie – jedna z dwóch placówek muzealnictwa (obok Muzeum Rolnictwa w Ciechanowcu) znajdujących się w powiecie wysokomazowieckim (województwo podlaskie). Muzeum zostało umiejscowione w pomieszczeniach dworca kolejowego z końca XIX wieku, w czterech salach stwarzających możliwości do zorganizowania wystawy stałej poświęconej dziedzictwu kulturowemu regionu i miasta, prowadzeniu wystaw czasowych, spotkań oraz edukacji.
Muzeum Ziemi Czyżewskiej ma w założeniu gromadzić obiekty, dokumenty i świadectwa z regionu w zakresie dziedzictwa kulturowego, a także udostępniać zbiory społeczności.